# Touro de bronze
O Touro de Bronze foi uma máquina de tortura e execução cujo invento é atribuído a Fálaris, tirano de Agrigento, Sicília, no século VI a.C., e ao seu artesão Perilo de Atenas.

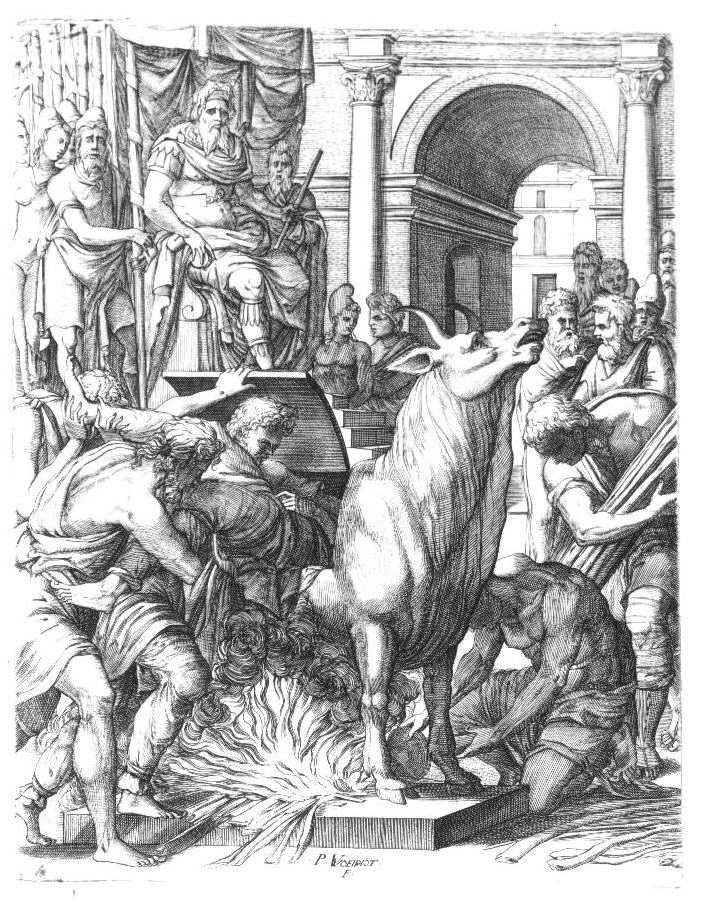
Fálaris, o tirano de Agrigento, a condenar Perilo, o artesão, a ser torturado no Touro de Bronze.

## Descrição
O aparelho era uma esfinge de bronze oca na forma de um touro mugindo, com duas aberturas, no dorso e na parte frontal localizada na boca. No interior havia um canal desenvolvido semelhante à válvula móvel de uma trompete, que ligava a boca ao interior do Touro. Após colocada a vítima, a entrada da esfinge era fechada e posta sobre uma fogueira. À medida que a temperatura aumentava no interior do Touro, o ar ficava escasso, e o executado procuraria meios para respirar, recorrendo ao orifício na extremidade do canal. Os gritos exaustivos do executado saíam pela boca do Touro, fazendo parecer que a esfinge estava viva.

## Lenda do próprio veneno
Diz-se que, após Perilo concluir seu invento e apresentá-lo a Fálaris, este o induziu a mostrar-lhe como funcionava, então de modo sádico Perilo foi incinerado no ventre do Touro. Perilo foi a primeira pessoa a ser torturada dentro da máquina, mas foi retirado ainda com vida, sendo jogado do penhasco para morrer.
Segundo outra versão, mais tarde Perilo teve seu momento de glória, vingando-se da atitude de Fálaris. Em uma revolta contra os atos cruéis do tirano, Perilo comandou uma rebelião que terminou por prender Fálaris, executando-o em praça pública dentro do touro, considerado símbolo da crueldade.

## Destino do touro
Quando Himilco tomou Agrigento, em 406 a.C., dentre as peças pilhadas estava o touro de bronze, que foi levado a Cartago. O historiador Timeu, que escreveu sua História entre este evento e a derrota de Cartago para os romanos, dizia que o touro nunca havia existido. Porém, quando Cipião Emiliano saqueou Cartago 260 anos depois, entre os objetos devolvidos a Agrigento estava este touro, que ainda lá permanecia à época de Diodoro Sículo.